# Яків Загайський
Яків Загайський (хресне ім'я Іван; 10 жовтня 1815, Гуменець — 8 лютого 1887, Дрогобич) — український церковний діяч, священник-василіянин, педагог, директор Бучацької василіянської гімназії (1857–1868 і 1869–1870), протоігумен провінції Найсвятішого Спасителя у 1874–1878 роках.

## Життєпис
Народився 10 жовтня 1815 року в с. Гуменець (тепер Пустомитівського району Львівської області).
На новіціат до Василіянського Чину в Добромилі вступив 22 липня 1833 року. Філософсько-богословські студії проходив у Львівському університеті: філософія 1835–1837, богослов'я 1837–1840. Вічні обіти склав 1 червня 1838 року, а ієрейські свячення одержав 1 жовтня 1840 року.

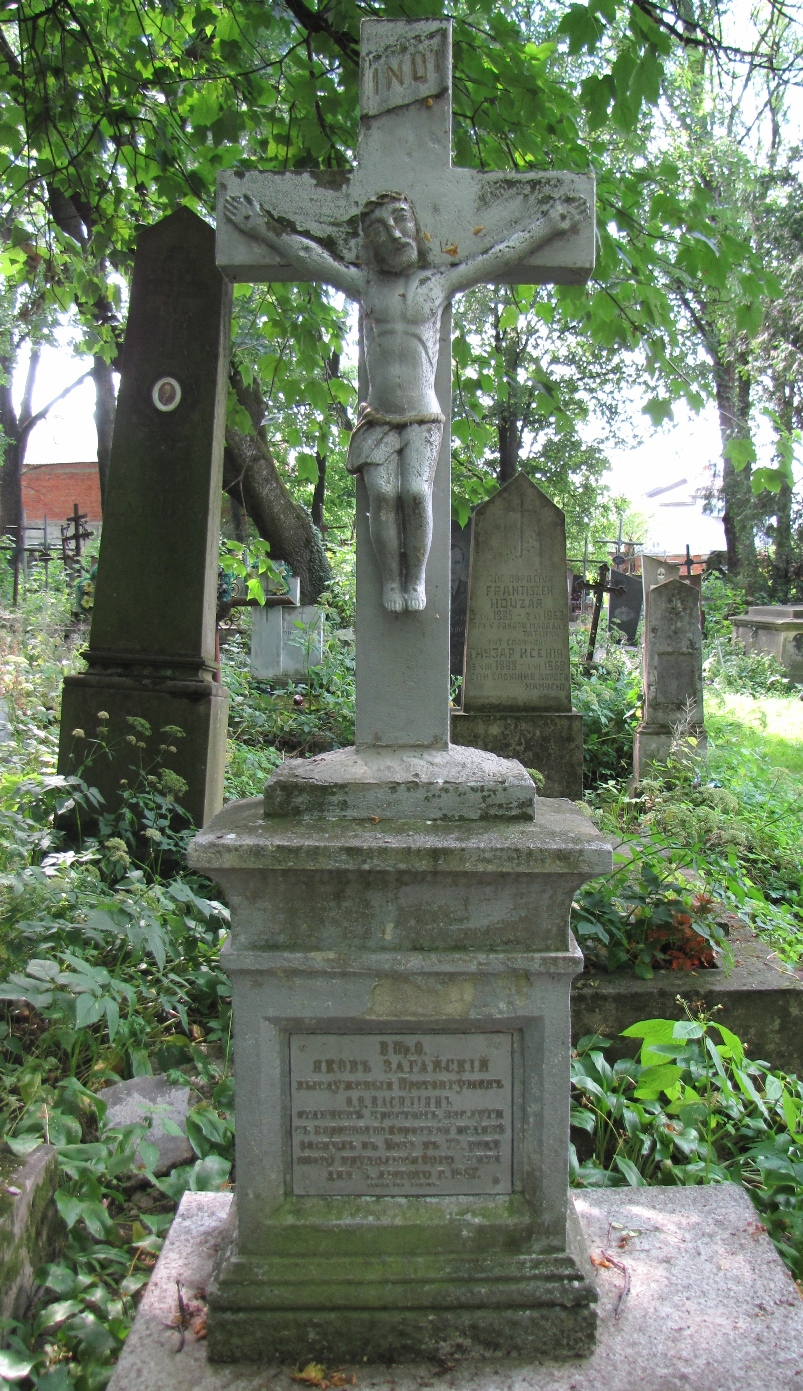
Могила о. Якова Загайського, ЧСВВ на Дрогобицькому цвинтарі по вул. Трускавецькій (станом на 27 червня 2012)

Після свячень призначений на учителя головної школи (1841–1846) та гімназії (1847—1862), що їх провадили оо. Василіяни при Хресто-Воздвиженському монастирі в Бучачі. У 1857–1868 роках і потім знову в 1869—1870 роках був директором цієї гімназії. 1862–1868 — ректор (ігумен) Бучацького монастиря і консультор Провінції за протоігуменства Модеста Мацієвського (1872–1874). Короткий час у 1868—1869 роках був ігуменом Підгорецького монастиря. Перед виїздом до Підгірців отримав подяку від громади Бучача за, майже, тридцятирічну педагогічну діяльність.
У 1872 році о. Загайський — ігумен у Гошеві. На Львівській провінційній капітулі 1874 року обраний на посаду протоігумена Провінції Найсвятішого Спасителя на наступні 4 роки. По закінченні протоігуменського уряду призначений ігуменом Львівського монастиря (1878–1886), в тих роках виконував він також уряд протоконсультора. Він, як протоконсультор протоігумена о. Климентія Сарницького 28 (або 29) травня 1882 року передавав йому лист-протест бучацьких василіян проти булли Папи Льва ХІІІ «Singulare Praesidium», якою той закликав до реформи Василіянського Чину. О. Яків Загайський спочатку висловлювався проти дій о. Сарницького як необдуманих і вчинених без поради з консульторами, проте згодом прийняв позицію підтримки. 1886 року переїхав до Дрогобицького монастиря, де й помер 8 лютого 1887 року. Похований на міському цвинтарі (по вул. Трускавецькій).
Священик Олексій Торонський у часописі «Душпастир» за 1887 рік (т. І, ч. 2. ст. 19–22) помістив «Слово в часі похорону бл. п. о. Якова Загайского».

## Нагороди
- Золотий хрест заслуги з короною[3][4] (1869)[5].